# IFPI Sverige
La IFPI Sverige è il ramo svedese dell'International Federation of the Phonographic Industry atto a rappresentare gli interessi dell'industria discografica nel paese.

## Certificazioni di vendita
Le certificazioni secondo una metodologia precisa sono iniziate dal 1° gennaio 2010, per cui l'associazione ha stabilito che solo quelli pubblicati a partire da tale data possono richiedere la certificazione d'oro o platino. A partire dal 1º gennaio 2018, la IFPI Sverige ha modificato le certificazioni di album e introdotto la certificazione dei singoli. Per quanto riguarda quest'ultimi l'associazione ha iniziato a certificarli secondo una metodologia che considera unicamente gli streaming musicale. In entrambe le casistiche il conteggio degli streaming per album o brano musicale applica un tetto massimo di ascolti giornalieri per utente, modificabile negli anni; nel caso dei singoli i relativi remix vengono conteggiati come riproduzioni del brano originale.

### Album
| Certificazione                                                                                    | Copie necessarie | Copie necessarie | Copie necessarie |
| Certificazione                                                                                    | 2010-2018        | 2018-2023        | Da gennaio 2024  |
| ------------------------------------------------------------------------------------------------- | ---------------- | ---------------- | ---------------- |
| Disco d'argento                                                                                   | —                | —                | —                |
| Disco d'oro                                                                                       | 20 000           | 15 000           | 15 000           |
| Disco di platino                                                                                  | 40 000           | 30 000           | 30 000           |
| Il simbolo "—" significa che in quel periodo di tempo il premio non veniva o non viene assegnato. |                  |                  |                  |

### Singoli
| Certificazione                                                                                    | Copie necessarie | Copie necessarie | Copie necessarie |
| Certificazione                                                                                    | 2010-2018        | 2018-2023        | Da gennaio 2024  |
| ------------------------------------------------------------------------------------------------- | ---------------- | ---------------- | ---------------- |
| Disco d'argento                                                                                   | —                | —                | —                |
| Disco d'oro                                                                                       | —                | 40 000           | 60 000           |
| Disco di platino                                                                                  | —                | 80 000           | 120 000          |
| Il simbolo "—" significa che in quel periodo di tempo il premio non veniva o non viene assegnato. |                  |                  |                  |

## Classifiche
La IFPI Sverige si occupa inoltre di stilare le classifiche settimanali degli album e dei singoli più venduti nel Paese.